# Appledore, Kent
Appledore är en ort och civil parish i grevskapet Kent i sydöstra England. Orten ligger i distriktet Ashford, cirka 14,5 kilometer sydväst om Ashford. Tätorten (built-up area) hade 249 invånare vid folkräkningen år 2021.
I civil parishen ligger även orten Appledore Heath.